# Sarahart
Sarahart (in armeno Սարահարթ?) è un villaggio di 1 482 abitanti (2008) parte del comune di Alaverdi, nella Provincia di Lori in Armenia.
Sarahart (altopiano in armeno) si trova su in area pianeggiante in cima alla gola formata dal fiume Debed.